# Segesta
Segesta (in greco antico: Ἕγεστα?) fu un'antica città elima situata nella parte nord-occidentale della Sicilia. La vecchia città sorge sul Monte Barbaro, nel territorio comunale di Calatafimi Segesta, nel libero consorzio comunale di Trapani, a pochi chilometri da Alcamo e da Castellammare del Golfo.
Custodisce, all'interno del parco archeologico, un tempio in stile dorico e un teatro di età ellenistica, in parte scavato nella roccia della collina.
Altri scavi hanno portato alla luce una cittadina ellenistico-romana e un borgo medievale. Questo sito archeologico è tra i meglio conservati di tutta la Sicilia, nonostante le numerose trasformazioni subite, ed è di certo uno dei luoghi d'interesse culturale più suggestivi grazie al panorama visibile e alla sua posizione sul monte. Attualmente è una delle maggiori mete del turismo culturale e paesaggistico della provincia di Trapani.
Gli scavi nell'area sono stati ripresi a febbraio 2022 per riportare alla luce le zone dell'agorà ancora coperte.

## Storia

### La fondazione
La data della fondazione non è conosciuta, ma da documenti risulta che la città era abitata nel IX secolo a.C. Lo storico greco Tucidide narra che i profughi troiani, attraversando il Mar Mediterraneo, giunsero fino in Sicilia, e fondarono Segesta, chiamata Aegesta, ed Erice. Questi profughi presero il nome di Elimi. 
Ci sono diverse leggende per giustificare la presunta origine troiana della città e della sua popolazione: Virgilio narra che fu proprio Enea a fondarla, profugo da Troia con i suoi cittadini, che durante il viaggio per Roma si fermò in Sicilia, ed in quest'area fondò una colonia dove rimase una buona parte dei suoi compagni di viaggio, tra cui suo padre. Un altro mito narra di Egesta, nobile troiana in fuga dalla città di origine, che esausta dal peregrinare si riposò di fianco al fiume che bagnava l'area e lì fu fecondata dal dio fluviale Crimiso. Da questa unione nacque Aceste, primo re della città e suo fondatore.
Le ricerche archeologiche intraprese negli ultimi anni però non hanno ancora dimostrato o smentito i presunti legami con l'area dell'Asia Minore in cui sorgeva Troia, di certo gli Elimi furono un popolo estremamente aperto agli influssi della cultura greca e romana, grazie alla posizione strategica e ai numerosi scambi operati con popoli commercianti, come ad esempio i Fenici.
Di certo la narrazione filotroiana fu un topos molto importante nella posizione diplomatica di Segesta, il mito, ampiamente sviluppato e consolidato con elementi artistico - architettonico oggi conservati nell'antiquarium, fu spesso motivo di alleanze strategiche che innalzarono l'immagine della città, come ad esempio avvenne con il popolo romano che in nome delle comuni origini troiane diede a Segesta un trattamento privilegiato, esentandola dal pagamento dei tributi e rivolgendosi alla città siciliana come a un'alleata e quasi mai come a un territorio dominato.

### Guerre segestane
Fin dalla loro fondazione, Segesta e Selinunte furono in guerra fra loro per motivi di confine. Il primo scontro (l'episodio di Pentatlo di Cnido) avvenne nel 580 a.C. e Segesta ne uscì vittoriosa. Nel 415 a.C. Segesta chiese aiuto ad Atene perché intervenisse contro l'intraprendenza selinuntina supportata dai sicelioti di Siracusa. Gli ateniesi presero come pretesto la richiesta di Segesta e decisero una grande spedizione in Sicilia, assediarono Siracusa ma ne risultarono disastrosamente sconfitti. Gli scontri si conclusero nel 409 a.C., quando Selinunte fu assediata e distrutta dai cartaginesi, invocati anche questa volta dai segestani.
Nel 307 a.C. molti segestani furono uccisi o venduti come schiavi dal tiranno siracusano Agàtocle, autoincoronatosi Re di Sicilia, per non aver a lui fornito i richiesti aiuti economici. Agàtocle, dopo la feroce repressione, cambiò il nome della città in Diceopoli (città giusta).
Nel 276 a.C. la città si consegnò alla potente armata di Pirro, diventato re di Sicilia dopo la morte di Agatocle, ritornando sotto l'influenza punica alla dipartita dell'epirota.

### Guerre greco-puniche
Nella prima guerra punica, nel 260 a.C. si alleò a Roma che ne ebbe grande rispetto perché, secondo la tradizione, entrambe le città avevano origini comuni (discendendo tutt'e due dai fuggiaschi di Troia). I romani la difesero dal tentativo di riconquista cartaginese. Le fu, quindi, garantito lo stato di città libera, con esenzione dalle imposizioni di tributi, al contrario delle altre città siciliane (civitas libera ac immunis).

### La rivolta degli schiavi
Fu nel 104 a.C. che da Segesta iniziarono le rivolte degli schiavi in Sicilia, le cosiddette guerre servili, guidate da Atenione. Queste rivolte furono soffocate nel sangue dai Romani nel 99 a.C.

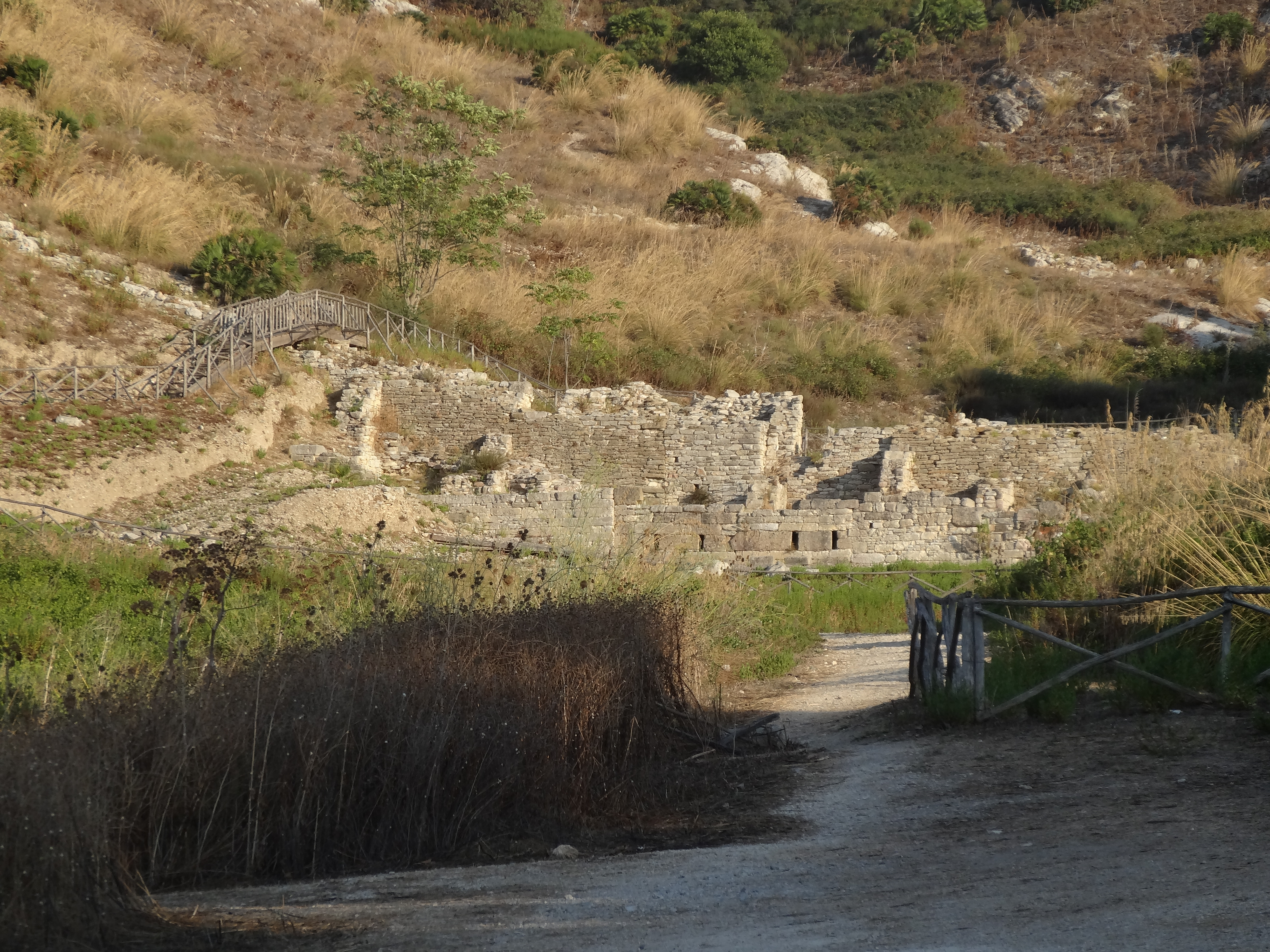
Mura medievali

### La caduta della città
Segesta fu distrutta dai Vandali nel V secolo, e mai più ricostruita nelle dimensioni del periodo precedente.

### Medioevo
Ciò nonostante, vi rimase un piccolo insediamento e, dopo la dissoluzione dell'Emirato di Sicilia e la nascita del Regno di Sicilia nel XII secolo, vi venne costruito un castello. Questo, ampliato durante la Dinastia sveva, fu il centro di un borgo medievale. Se ne perse poi quasi il nome fino al 1574, quando lo storico domenicano Tommaso Fazello, artefice dell'identificazione di diverse città antiche della Sicilia, ne localizzò il sito.
Il 20 aprile 1787 giunge a Segesta Goethe il quale si sofferma nelle sue descrizioni del Viaggio in Italia sulla struttura del tempio e ci informa che nel 1781 venne eseguito un restauro.

## Il sito archeologico

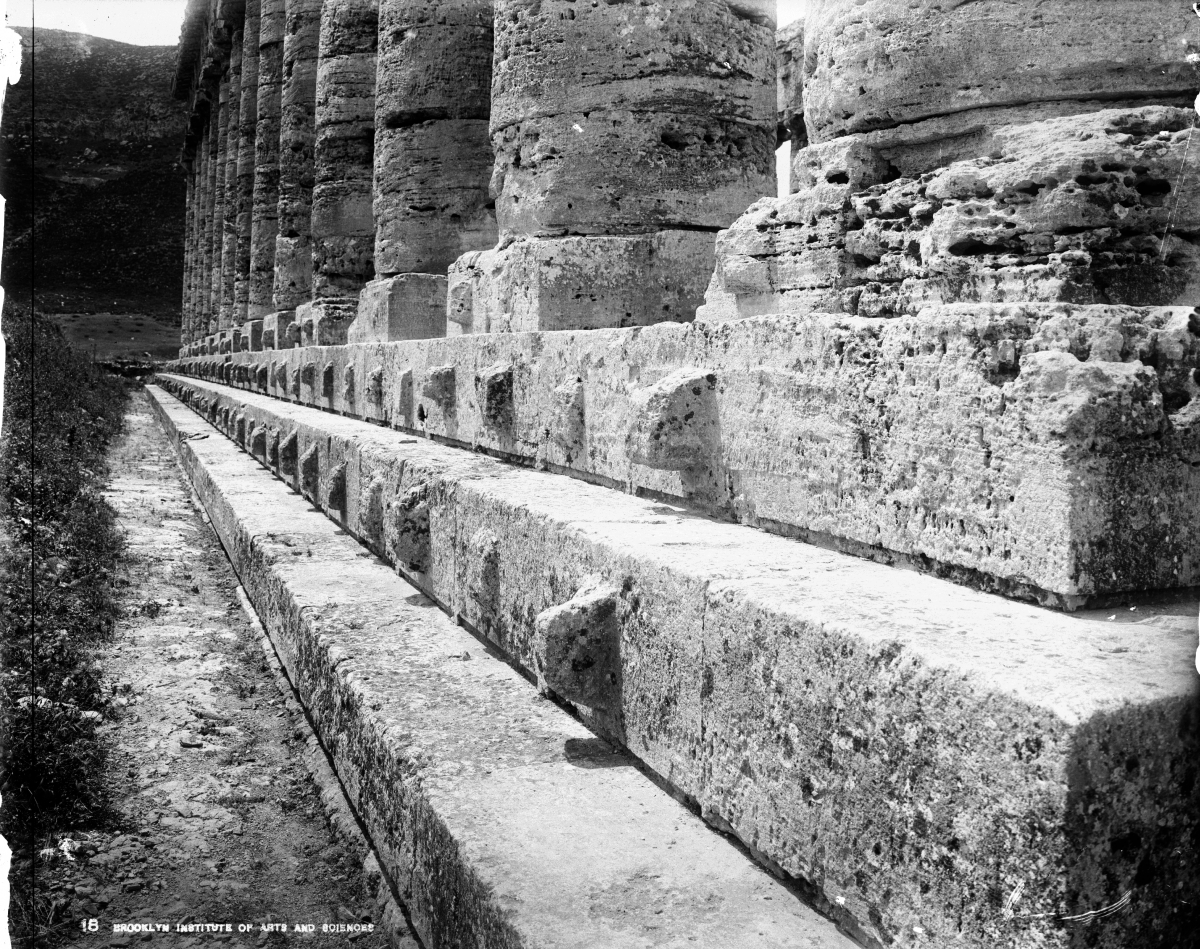
Particolare del tempio nel 1895

Le indagini per capire quale fosse la struttura della città sono ancora in corso, così come gli scavi non sono ancora terminati, ma in continuo stato di avanzamento. Ciò nonostante le ricerche archeologiche svolte finora hanno decretato che Segesta era in origine costituita da due acropoli separate da una sella. Il centro abitato non era munito di mura in quanto era difeso da due ripide pareti rocciose, a eccezione del lato sud est dove era invece presente una cinta muraria con porte monumentali, rinforzata da una seconda linea di mura a una quota superiore nella prima età imperiale.
Oltre le cinta murarie vi erano le antiche vie di accesso al centro abitato, sulle quali si ritrovano due luoghi sacri: il tempio di ordine dorico (430-420 a.C.) e il santuario di Contrada Mango (VI-V sec. a.C). Recenti scavi hanno riportato alla luce anche una necropoli ellenistica, e gli studi più attuali fanno presumere che ci siano altre aree di interesse tra cui anche alcune probabili abitazioni. Recentemente è stata scoperta un'area che doveva essere dedicata ai giovani che abitavano la città, o almeno questo si presume dall'incisione ritrovata al centro dello spiazzo.
L'area archeologica di Segesta, divenuta nel 2013 parco archeologico, comprende diversi siti.
 L'area, dagli anni novanta, è stata enormemente rivalutata grazie a numerose scoperte che hanno riguardato le rovine dell'antica città elima:
- il tempio dorico
- il teatro
- santuario di contrada Mango
- agorà e casa del navarca (epoca greco-romana).
- area medievale (mura di cinta, castello annesso al teatro, due chiese di epoca normanna, il quartiere medievale e la moschea).

### Tempio
Il tempio, anche denominato "Tempio Grande", è stato costruito durante l'ultimo trentennio del V secolo a.C., sulla cima di una collina a ovest della città, fuori dalle sue mura.
Si tratta di un grande tempio periptero esastilo (ossia con sei colonne sul lato più corto, non scanalate). Sul lato lungo presenta invece quattordici colonne (in totale 36 quindi, alte 10 metri). L'attuale stato di conservazione presenta l'intero colonnato della peristasi, e si deve probabilmente al fatto che il tempio non ha mai avuto un tetto, elemento preponderante del deperimento dei monumenti vista la classica struttura in legno, materiale facile a marcire se non correttamente mantenuto.

### Teatro
Il teatro fu costruito sulla cima più alta del Monte Barbaro, in un sito, alle spalle dell'agorà, che era già sede di un luogo di culto molti secoli prima. Sfrutta come scenografia lo splendido panorama del mare e delle colline a perdita d'occhio. Fu costruito alla fine del III secolo a.C. con blocchi di calcare locale. Si discosta dalla struttura tipica dei teatri greci perché la cavea dal diametro di 63 metri, non poggia direttamente sulla roccia ma è stata appositamente costruita ed è sorretta da muri di contenimento. Consta di due ingressi, leggermente sfalsati rispetto all'asse principale dell'edificio ed è in grado di contenere circa 4000 persone. Il teatro di Segesta è considerato uno degli esempi più belli di teatro del periodo classico, lo stato di conservazione è ottimo, anche se gli studiosi hanno decretato che nell'antichità c'era un ultimo anello, oggi non più visibile, smantellato probabilmente per riutilizzarne gli elementi nelle costruzioni medievali. La scalinata è scavata nella parete rocciosa ed il diametro del teatro è di circa 60 metri, dove oggi si vede il panorama affacciato sul Golfo di Castellammare e sui colli circostanti, un tempo c'era un edificio che fungeva da retro scena e da amplificatore sonoro.
Grazie al suo ottimo stato, alla sua posizione suggestiva, ed alla sua perfetta amplificazione sonora, il teatro di Segesta è tuttora in uso per eventi e manifestazioni storiche e di intrattenimento. Le rievocazioni estremamente suggestive si svolgono all'alba e al tramonto.

### Segesta medievale
all'interno degli scavi di Segesta si possono ancora scorgere dei resti di età medievale, delle mura che dovevano appartenere al castello e alle piccole abitazioni del quartiere residenziale del borgo. Da questi resti è facile intuire il riutilizzo di mattoni e colonne delle rovine romane riassemblate per creare nuove mura e adibite a nuove funzioni. Quella di riutilizzare il materiale edile era un'usanza comune nel medioevo, dove spesso i monumenti antichi non in ottime condizioni o non più in uso venivano recuperati per dar vita alle nuove abitazioni.

Sono visibili anche i resti di una chiesa e di una moschea, risalente all'occupazione araba della zona.

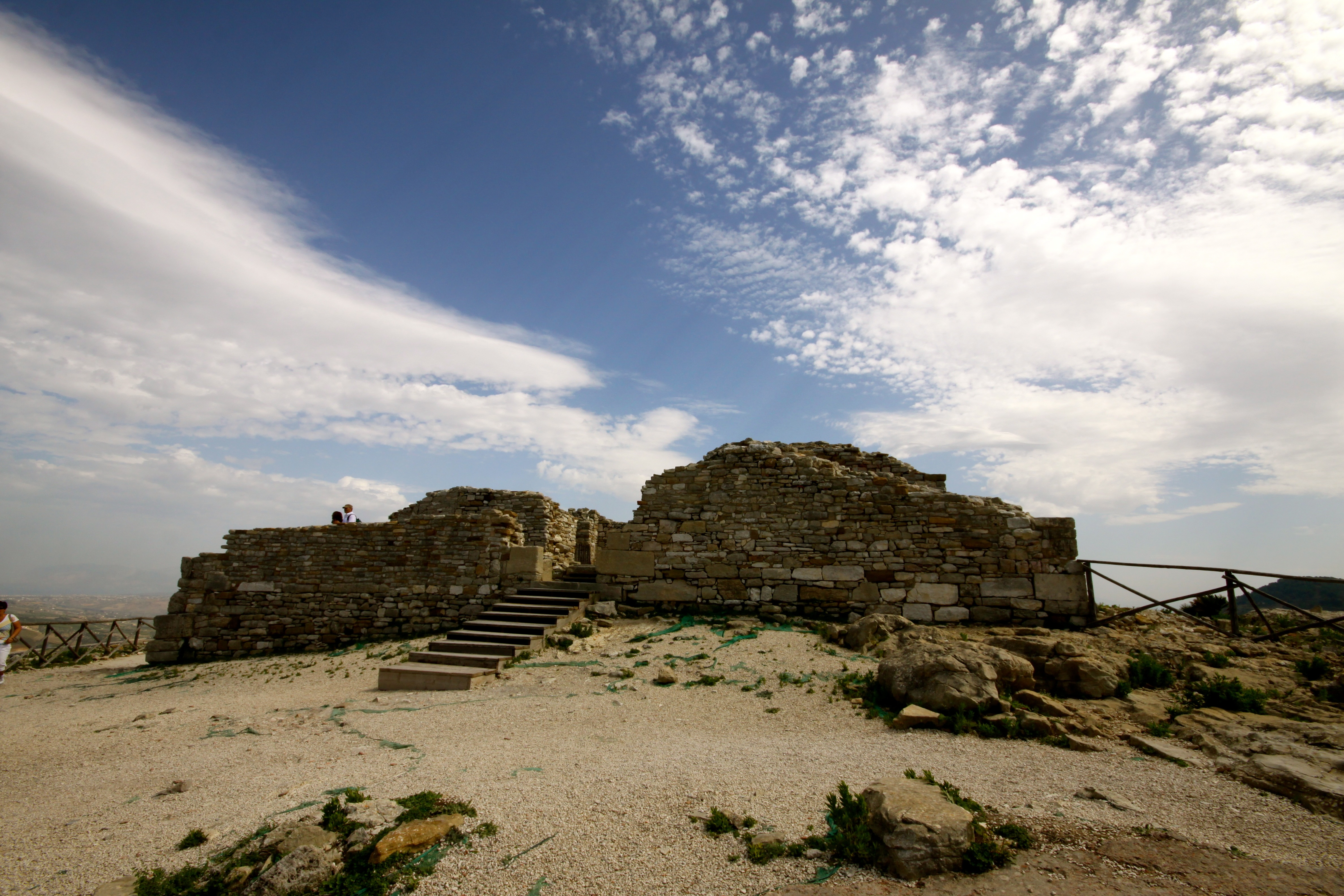
Il castello

### Altri scavi
Delle altre componenti della città si conoscono le mura con l'articolata Porta di Valle, alcuni quartieri residenziali e alcuni monumenti pertinenti Segesta medievale (mura, castello, moschea e borgo sommitale).
Il santuario di contrada Mango, fuori le mura, doveva essere stato realizzato nel VI sec. a.C. Sempre della città ellenistico-romana sono l'agorà ed un edificio abitativo di grande pregio definito la "casa del navarca" per le decorazioni a prora di nave scolpite sui fianchi di un elegante peristilio.